# Ignjat Bajloni
Ignjat Bajloni (česky Ignác Bajloni, 20. června 1876 Bělehrad – 22. července 1935 Bělehrad) byl česko-srbský pivovarnický podnikatel, státní úředník a bankéř, v letech 1928 až 1934 guvernér Jihoslovanské národní banky, centrální banky Království Jugislávie, člen česko-srbského podnikatelského rodu Bajloni.

## Životopis

### Mládí
Narodil se v Bělehradě jako prvorozený syn v rodině Jakuba (Jakova) Bajloniho a jeho manželky Marie, rozené Valuhové. Otec, vyučený bednář, pocházel z východočeské Litomyšle, rodina byla italského původu, matka pak byla rovněž českého původu a neteří známého bělehradského knihkupce. Rodina Bajloni, žijící v Srbsku od 50. let 19. století, zde vybudovala prosperující mlynářský a pivovarnický podnik, právě Jakub Bajloni byl majitelem a provozovatelem rodinného pivovaru. Ignjat studoval nejprve v Bělehradě, později pak vystudoval obchodní školu a maturitní kurz ve Vídni. Studia ukončil roku 1895, následně nastoupil do rodinného pivovaru Bajloni. 

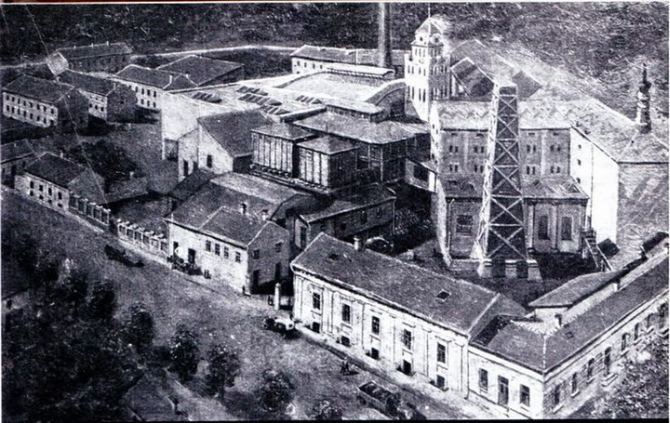
Areál pivovaru Bajloni v Bělehradě

### Vlastní podnikání
Po smrti otce Jakuba roku 1902 převzal vedení pivovaru a nadále jej vedl ke komerčním úspěchům. Pivovar patřil k jedněm z největších a nejznámějších podniků v zemi. Rovněž byl aktivním členem Sdružení bělehradských průmyslníků, Bělehradské průmyslové komory a také bankovních ústavů Národní banky Srbska (Narodna banka Srbije), kterou jeho otec roku 1884 spoluzakládal, dále Hypoteční banky či První chorvatské spořitelny v Bělehradě.

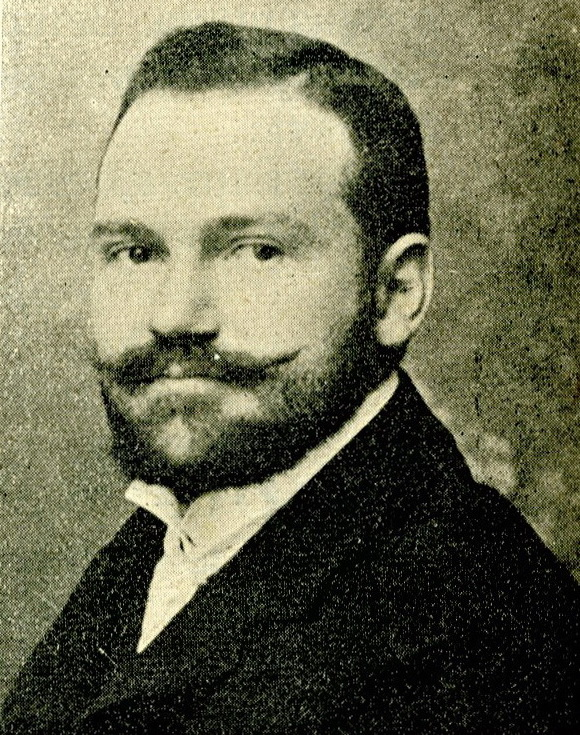
Ignjat Bajloni v roce 1909

### První světová válka
Po vstupu Srbska do konfliktu s Rakouskem-Uherskem a rozpoutání první světové války působil jako delegát na srbském Ministerstvu války a po obsazení Srbska rakousko-uherskou armádou odešel s kabinetem do exilu na Britským impériem kontrolovaný ostrov Korfu u pobřeží Řecka. V dalších letech pracoval také ve službách zpravodajství a propagandy v zemích Dohody.

### Jihoslovanská národní banka
Po vytvoření Království Srbů, Chorvatů a Slovinců (Jugoslávie) se nadále angažoval ve věcech státního bankovnictví. V roce 1928 se stal viceguvernérem a od srpna téhož roku guvernérem Jihoslovanské národní banky, centrální banky státu a jeho podpis byl tedy tištěn na jugoslávských bankovkách. Ve funkci působil až do roku 1934. 
Za své zásluhy byl v únoru 1932 československým prezidentem T. G. Masarykem vyznamenán Řádem Bílého lva II. třídy. 

### Úmrtí
Ignjat Bajloni zemřel 22. července 1935 v Bělehradě. Byl pohřben na zdejším Novém hřbitově.

### Rodina
Spolu se svou ženou Jelenou měli čtyři děti: Milicu, Mariji, Jakova a Dimitrije.  